# Condado de Starland
El condado de Starland es un distrito municipal canadiense situado en la provincia de Alberta.

## Superficie
Starland tiene una superficie de 2540,85 km².

## Demografía
En 2021, tenía 1821 habitantes, una densidad poblacional de 0,7 hab./km², y 679 viviendas.